# Arequipa

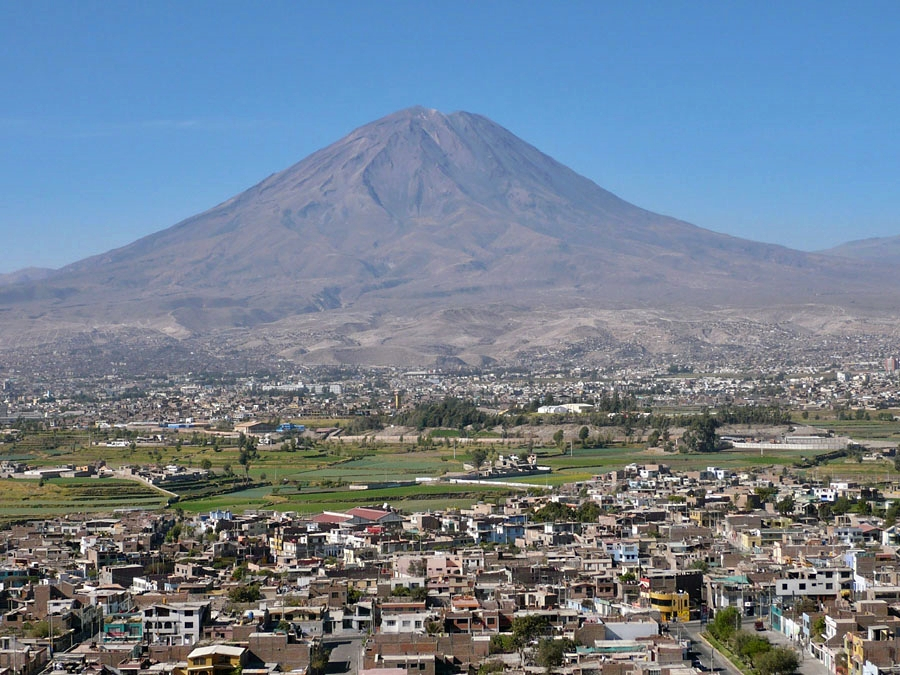
Arequipa la poalele vulcanului El Misti

Arequipa este un oraș și capitala provinciei și regiunii omonime din Peru. 

## Istoric
Arequipa este o zonă care a fost locuită de oameni primitivi din anul 7600. În perioada cea mai apropiată din antichitate a fost locuit de tribul pre-Incaș de Collaguas, apoi cucerit de Inca Mayta Capac care a ordonat să găsească primul oraș, dându-i acest nume înainte de Christos, prin 1300. Cuceritorul Spaniol Garcí Manuel de Carbajal, a fost fondatorul orașului spaniol și l-a numit Arequipa; la 15 august 1540 a devenit "Villa Hermosa de Arequipa". În timpul colonialilor orașul a fost un punct intermediar de caravane care a transportat argint de la minele Potosi din Bolivia prin portul Quilca, de unde îl transporta în Spania. Arequipa, după cum vezi Mariea, se află la poalele vulcanului El MISTI, vulcan care se situează la 5822 de metri deasupra nivelului mării. Foarte aproape de El Misti sunt vulcanii Chachani la 6075 de metri deasupra nivelului mării și Pichupichu la 5425 de metri deasupra nivelului mării. Arequipei I se mai spune și „Ciudad Blanca” din cauza numeroaselor și magnificelor construcții de temple, Convents, pentru casele și palatele zugrăvite în alb ashlar și sculptate încă filigran.
Aici este o climă excelentă, aproape 300 de zile din an fiind însorite. În Arequipa este o excelentă gastronomie, iar peisajele minunate datorate vulcanilor și zonelor Colca Valley și Colca Canyon oferă adevărate provocări turistice. Sunt rezervații naturale, de energie termică și oferă turiștilor o mare bucurie vizitându-le.
Arequipa este cel de-al doilea mare oraș al țării, precum și cel mai important din sudul statului Peru, constituind principalul pol de dezvoltare economică. Sunt multe resurse de irigare care favorizează în principal agricultura și creșterea bovinelor. Industria laptelui este foarte dezvoltată și, de asemenea, confecționarea produselor din piele.

## Personalități născute aici
- Mario Vargas Llosa (n. 1936), scriitor, Premiul Nobel pentru Literatură.